# Basílica de Santa Balbina
Santa Balbina ou Basílica de Santa Balbina é uma igreja titular e uma basílica menor em Roma, Itália, dedicada a Santa Balbina, uma virgem e mártir. Foi construída no século IV sobre a Casa de Cilão, no Monte Aventino, atrás das Termas de Caracala.
O cardeal-presbítero protetor do título de Santa Balbina é Péter Erdő, arcebispo de Esztergom. De acordo com Péter Erdő, esta relação da basílica com os húngaros influenciaram a decisão do papa na escolha de qual seria sua igreja titular. O cardeal também recomendou que os peregrinos húngaros visitassem a basílica e afirmou que sente uma responsabilidade especial pelo edifício. Entre os antigos protetores estão Alfonso de la Cueva (marquês de Bedmar) e Francisco Jiménez de Cisneros.

## História
A construção data do século IV, foi inicialmente uma rica residência (domus) pertencente ao cônsul Lúcio Fábio Cilão e mais tarde foi adaptada como uma igreja doméstica, a Casa de Cilão.  Provavelmente o antigo Titulus Tigridae, a basílica foi consagrada pelo papa São Gregório I.
À igreja, que agora é considerada uma filial da Basílica de São Pedro, está anexo um vasto e antigo convento fortificado, marcado pela poderosa torre defensiva medieval, dedicado a Santa Dorotéia e que, no final de 1884, transformou-se num hospício. O edifício foi restaurado por Antonio Muñoz em 1928; na ocasião foram postos no pavimento mosaicos provenientes da escavação de 1839 para a abertura da "Via dei Fori Imperiali".
Em 1270, o primeiro cardeal húngaro conhecido, István Váncsa, foi enterrado na basílica. Outro clérigo húngaro, Pál, bispo de Pafos, erigiu um altar na igreja para São Nicolau. Tanto o altar quanto o túmulo desapareceram nos séculos seguintes, mas uma placa no local ainda comemora as doações de Pál.
A planta é de ambiente único, não subdividida em naves, mas com profundas curvas ao sul da parede lateral, alternativamente à planta retangular e semi-circular, delimitada de pilastras. No fundo, ao sul, foi colocada, no século XIII, uma bela cátedra episcopal cosmatesca. A atual fachada é fruto de uma reforma do século XVI. Na década de 1930, a basílica sofreu uma pesada restauração e foram descobertos os afrescos dos séculos IX-XIV nas paredes laterais. Os afrescos barrocos na abside e no arco triunfal foram pintados por Anastasio Fontebuoni em 1599. No arco estão as figuras de São Pedro e São Paulo e na abside, Santa Balbina entre outros mártires. Um antigo sarcófago também foi descoberto durante esta restauração e é atualmente utilizado como fonte.

## Galeria

Imagens da igreja
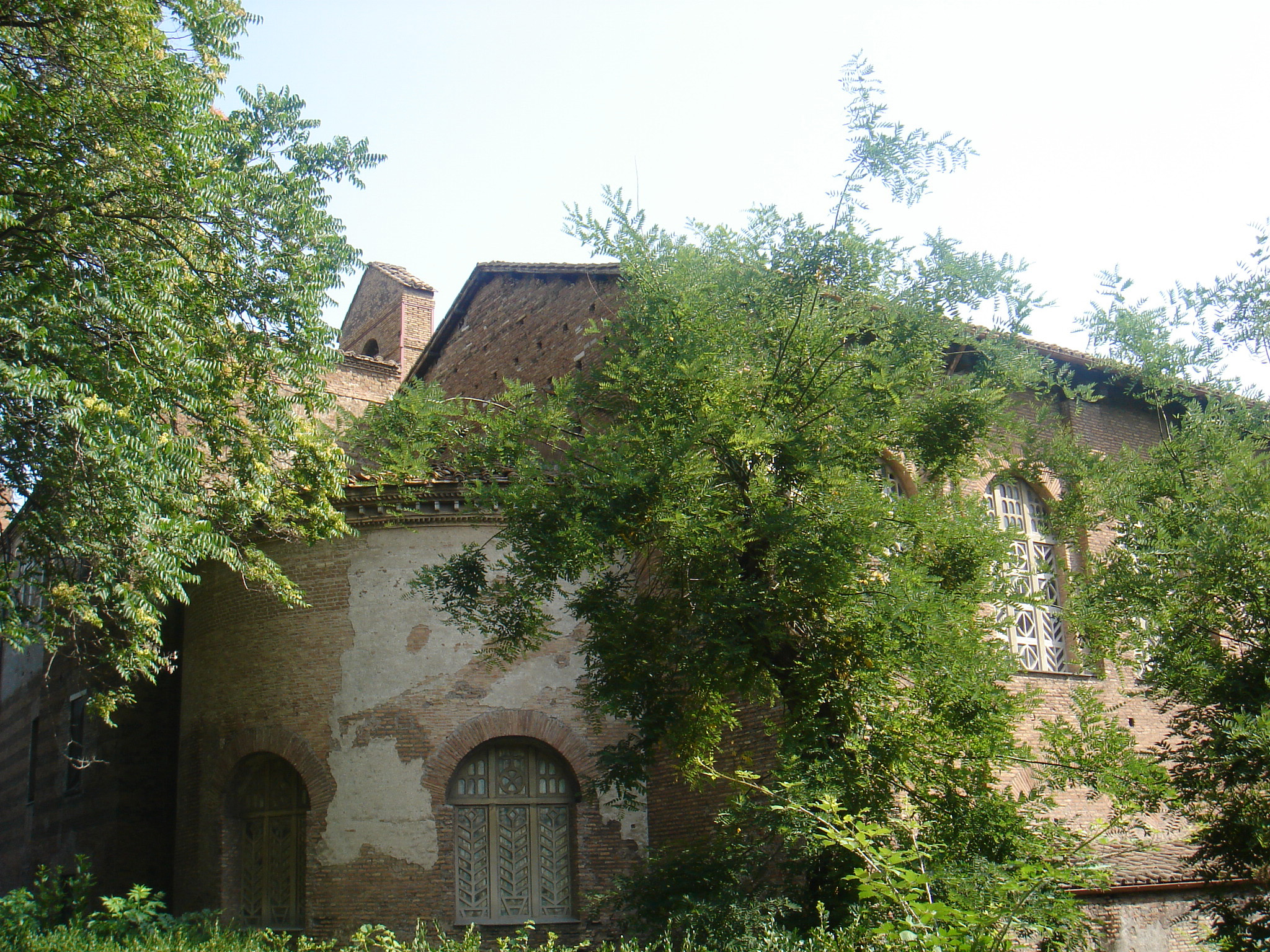
Vista da abside
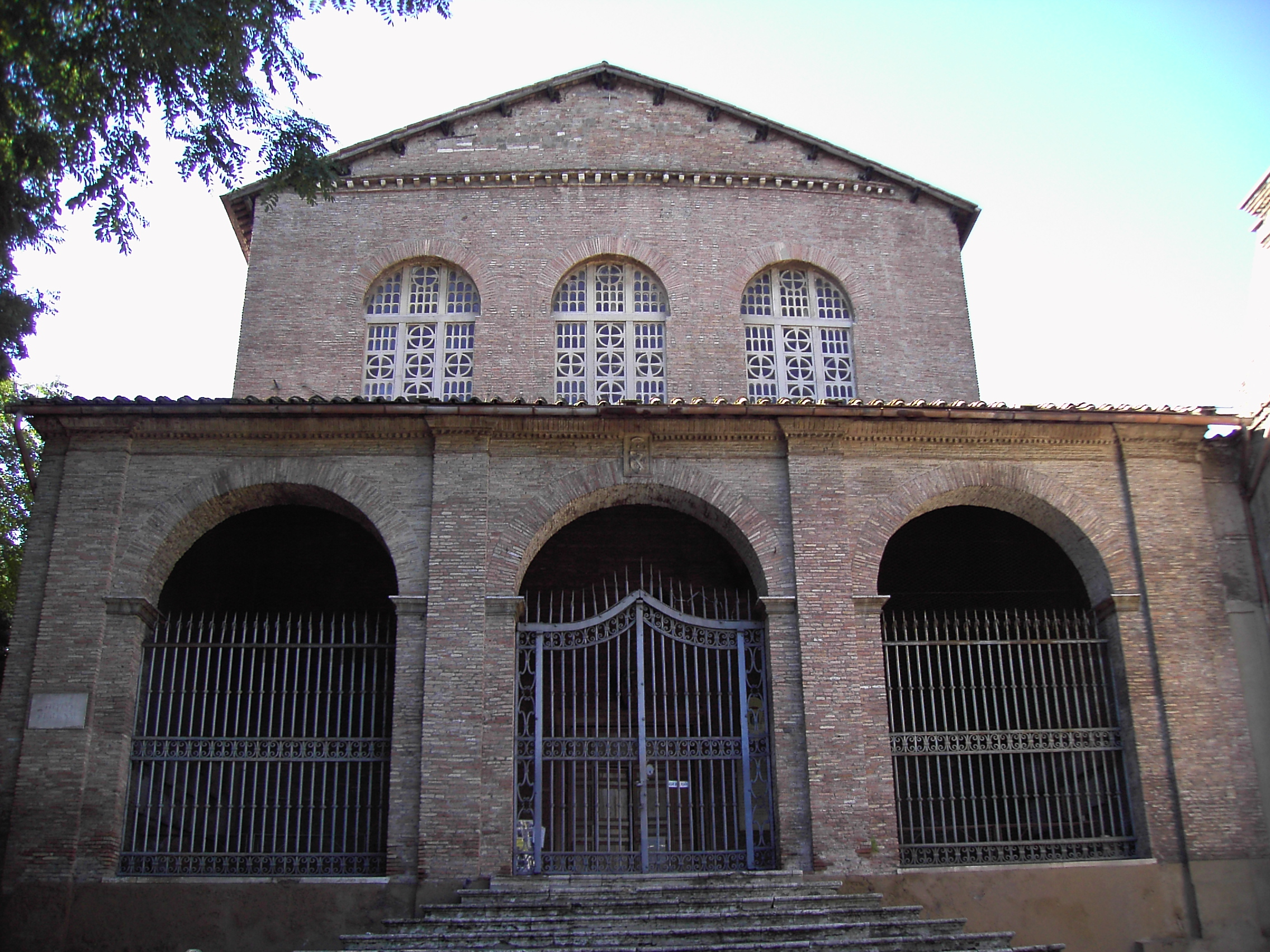
Fachada
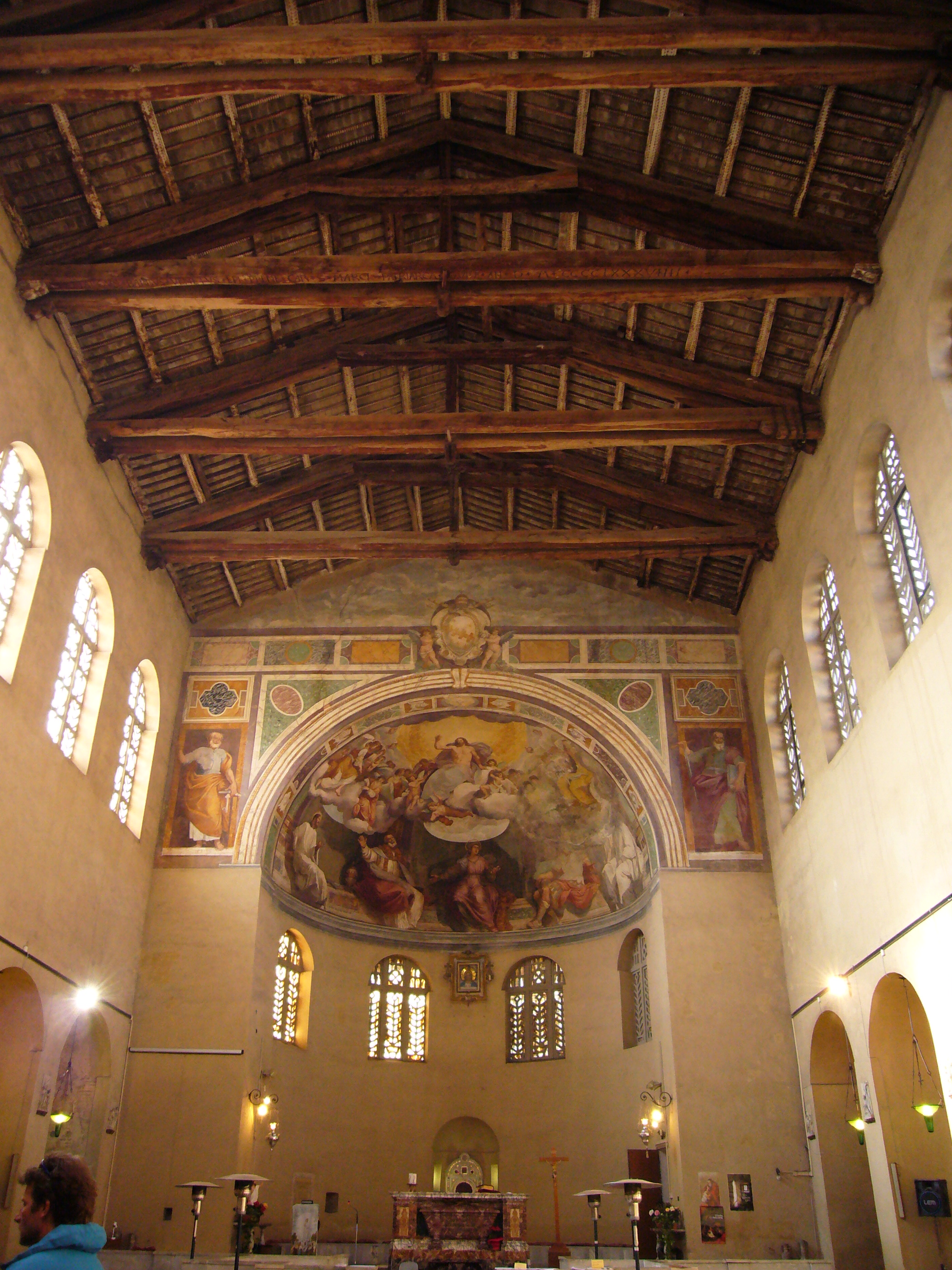
Vista do interior
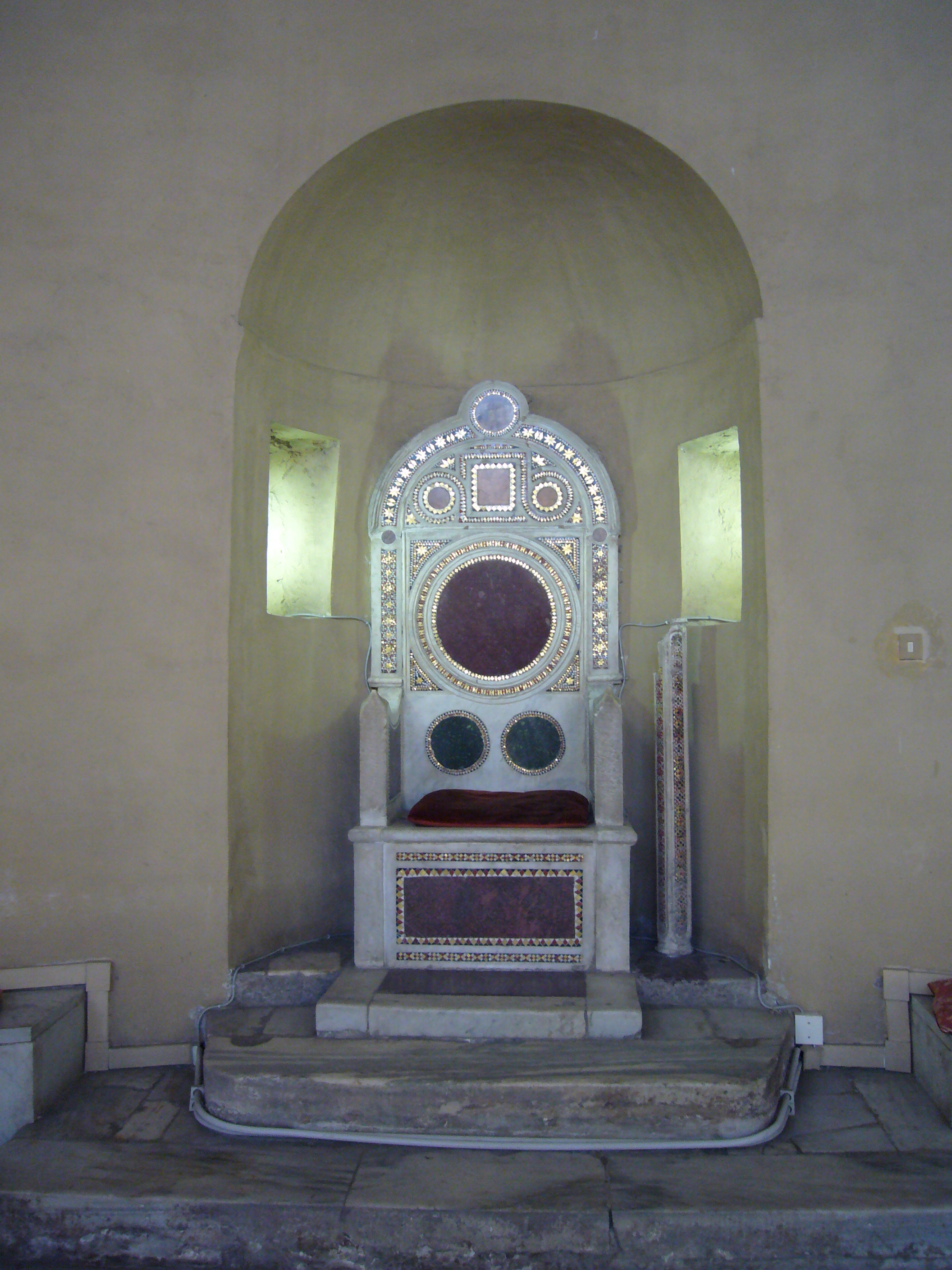
Cátedra espiscopal cosmatesca (século XIII)